# Stazione di Rosignano
Stazione di Rosignano vasútállomás Olaszországban, Rosignano Marittimo településen.

## Vasútvonalak
Az állomást az alábbi vasútvonalak érintik:
- Pisa–Róma-vasútvonal

## Kapcsolódó állomások
A vasútállomáshoz az alábbi állomások vannak a legközelebb:
- Stazione di Vada (Pisa–Róma-vasútvonal)
- Stazione di Castiglioncello